# Crocidura longipes
Crocidura longipes är en däggdjursart som beskrevs av Rainer Hutterer och Happold 1983. Crocidura longipes ingår i släktet Crocidura och familjen näbbmöss. IUCN kategoriserar arten globalt som otillräckligt studerad. Inga underarter finns listade i Catalogue of Life.
Arten blir 95 till 111 mm lång (huvud och bål), har en 56 till 69 mm lång svans och väger 15 till 24 g. Hela kroppen är täckt av chokladbrun päls. Crocidura longipes har liksom andra näbbmöss en lång och spetsig nos. Påfallande är de stora bakfötterna som är cirka 19 mm långa.
Denna näbbmus lever bara i två träskmarker i nordvästra Nigeria som ligger nära Kainji nationalparken. Antagligen besöker den ibland den angränsande savannen. I träskmarkerna är gräset en till två meter högt och dessutom finns glest fördelade palmer eller andra träd.
Inget är känt om levnadssättet.